# The War Raiders
The War Raiders é uma dupla de luta livre profissional formada por Ivar e Erik que atualmente trabalha para a WWE, na marca Raw, onde são os atuais campeões mundiais de duplas em seu segundo reinado.
Erik e Ivar eram anteriormente conhecidos como War Machine (Máquina de Combate) e atendia pelos nomes Raymond Rowe e Hanson, respectivamente. Eles são conhecidos por seu tempo na New Japan Pro-Wrestling (NJPW) e Ring of Honor (ROH) sob os nomes, onde ganharam o Campeonato de Duplas IWGP e o Campeonato Mundial de Duplas da ROH. Fora da Ring of Honor, eles também trabalharam para várias promoções independentes no Reino Unido e nos Estados Unidos, incluindo Insane Championship Wrestling (ICW), Revolution Pro Wrestling (RPW), Progress Wrestling (Progress) e Pro Wrestling Guerrilla (PWG). War Machine também competiu no Japão pela Pro Wrestling Noah (Noah). Eles assinaram com a WWE em 2018 como os War Raiders e começaram a se apresentar na marca NXT, onde conquistaram o Campeonato de Duplas do NXT uma vez. Em abril de 2019, foram transferidos para a marca do Raw da WWE sob o nome The Viking Experience, como Erik (Rowe) e Ivar (Hanson). Eles rapidamente mudaram o nome da equipe para The Viking Raiders e conquistaram o Campeonato de Duplas do Raw em outubro do mesmo ano.

## História

### Ring of Honor e New Japan Pro-Wrestling (2014–2018)
Em 2014, Hanson e Rowe participaram do Top Prospect Tournament, onde se encontraram nas finais. Hanson derrotou Rowe para ganhar o torneio. Depois, eles formaram uma dupla sob o nome de War Machine. Em 11 de abril, Hanson e Rowe assinaram contratos com a ROH. Em 22 de agosto de 2015, War Machine derrotou Killer Elite Squad (Davey Boy Smith Jr. e Lance Archer) em uma luta sem título e depois os desafiou para uma luta pelo Campeonato de Duplas do GHC, um título de propriedade da promoção japonesa Pro Wrestling Noah. War Machine recebeu sua chance pelo título no Japão em 19 de setembro, mas foram derrotados pelo Killer Elite Squad. Em 18 de dezembro no Final Battle, War Machine derrotou The Kingdom (Matt Taven e Michael Bennett) para ganhar o Campeonato Mundial de Duplas da ROH. Eles perderam o título para The Addiction (Christopher Daniels e Frankie Kazarian) em 9 de maio de 2016, na War of the Worlds. No final de 2016, War Machine participou da World Tag League de 2016 da New Japan Pro-Wrestling, onde terminou com um recorde de quatro vitórias e três derrotas, não conseguindo avançar para as finais. Hanson e Rowe estrearam no Revolution Pro Wrestling baseado no Reino Unido em janeiro de 2017, desafiando sem sucesso Joel Redman e Charlie Sterling pelo Campeonato Indiscutível de Duplas Britânicas.

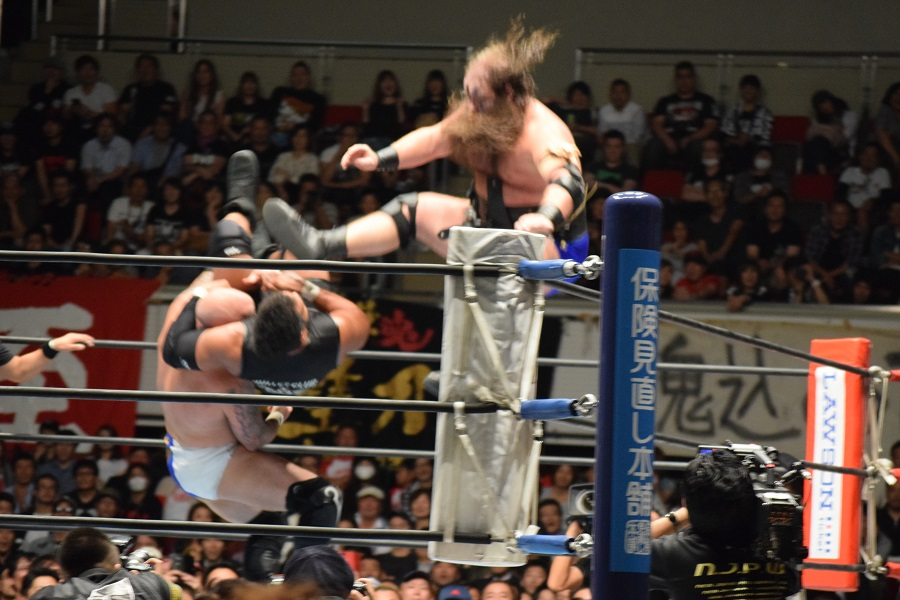
War Machine aplicando um Fallout em Tanga Loa.

Em 9 de abril de 2017, no Sakura Genesis 2017 do New Japan, War Machine derrotou Tencozy (Hiroyoshi Tenzan e Satoshi Kojima) para ganhar o Campeonato de Duplas da IWGP. Eles perderam o título para Guerrillas of Destiny (Tama Tonga e Tanga Loa) em 11 de junho no Dominion 6.11 em Osaka-jo Hall, recuperando-o em uma luta sem desqualificação em 1º de julho no G1 Special nos EUA. Eles perderam o título para Killer Elite Squad em um combate triplo de duplas, também envolvendo Guerrillas of Destiny, em 24 de setembro no Destruction in Kobe. War Machine terminou com a ROH no Final Battle em 15 de dezembro de 2017 e em 16 de dezembro de 2017. Eles tiveram suas lutas finais com a NJPW em 4 de janeiro de 2018, no Wrestle Kingdom 12, e 5 de janeiro de 2018 no New Year's Dash.

### WWE

#### NXT (2018–2019)
Em 16 de janeiro de 2018, Rowe e Hanson assinaram um contrato com a WWE e reportados ao WWE Performance Center.
Durante uma gravação de TV antes do NXT TakeOver: New Orleans, Rowe e Hanson estrearam como mocinhos, agora sob o nome de "War Raiders", interferindo em uma luta entre Heavy Machinery (Tucker Knight e Otis Dozovic) e Tino Sabbatelli e Riddick Moss. Nas semanas seguintes, eles começaram uma série de vitórias, derrotando duplas do NXT como The Mighty e Heavy Machinery. No episódio de 17 de outubro do NXT, eles desafiaram The Undisputed Era (Kyle O'Reilly e Roderick Strong) pelo Campeonato de Duplas do NXT, mas venceram por desqualificação depois que Bobby Fish os atacou com uma cadeira de aço; assim, eles não ganharam os títulos. War Raiders iria para o evento principal NXT TakeOver: WarGames II em Los Angeles em parceria com Ricochet e Pete Dunne contra The Undisputed Era no combate WarGames. No NXT TakeOver: Phoenix, Rowe e Hanson derrotaram The Undisputed Era para ganhar o Campeonato de Duplas do NXT. Eles defenderam com sucesso seus títulos de duplas no NXT TakeOver: New York contra o time de Ricochet e Aleister Black.

#### Raw (2019–2021)
Em 15 de abril de 2019, eles estrearam no Raw como "The Viking Experience", com Rowe e Hanson agora chamados de "Erik" e "Ivar". Este novo nome foi recebido de forma muito negativa nas mídias sociais. O Pro Wrestling Insider informou que outro nome considerado foi "The Berzerkers". Eles se uniram ao The Revival para derrotar a equipe de Aleister Black, Ricochet, Curt Hawkins e Zack Ryder. Na semana seguinte, a equipe foi renomeada para "The Viking Raiders", enquanto seu finalizador foi renomeado para "The Viking Experience". Eles abriram mão do Campeonato de Duplas do NXT nas gravações do NXT de 1º de maio (exibidas em 15 de maio). Depois de abandonar o campeonato, no entanto, os Viking Raiders foram desafiados para uma luta final no NXT pelos títulos pelos The Street Profits. A partida, no entanto, terminou em uma desqualificação depois que os The Forgotten Sons atacaram Ivar, seguido por uma briga que se seguiu entre as equipes.
No episódio de 9 de setembro de 2019 do Raw no Madison Square Garden, os Viking Raiders salvaram Cedric Alexander do The O.C. No Raw de 14 de outubro, Erik e Ivar conquistaram o Campeonato de Duplas do Raw de Robert Roode e Dolph Ziggler, tornando-se a primeira dupla na história a ganhar títulos de duplas na ROH, New Japan e WWE. No entanto, eles sofreram sua primeira derrota como equipe na WWE no Crown Jewel em uma luta de tag team turmoil match pela Copa do Mundo de Duplas da WWE, perdendo a última partida contra The O.C. No Survivor Series, eles derrotaram The New Day e The Undisputed Era em uma luta de duplas de campeões, marcando a única vitória do Raw no evento, que acabou sendo vencida pelo NXT. No Raw de 20 de janeiro, eles perderam os títulos para Seth Rollins e Buddy Murphy, terminando seu reinado em 98 dias. No episódio de 4 de maio do Raw, The Viking Raiders derrotou The Street Profits em uma luta sem título. Nas semanas seguintes, os Viking Raiders iriam rivalizar com os Street Profits enquanto se enfrentavam em várias competições, como basquete, arremesso de machado, golfe, boliche e um decatlo que mais tarde foi apelidado de "Qualquer coisa que você possa fazer, nós podemos fazer melhor". Uma piada nesses segmentos veria as mulheres envolvidas nas competições flertando com Ivar e ignorando Erik para seu aborrecimento. A série terminaria com um empate de 3-3 entre os Street Profits e The Viking Raiders. Isso levou a uma luta agendada entre as duas equipes pelo título de duplas do Raw no Backlash. No entanto, o combate nunca começou quando The Street Profits e The Viking Raiders brigaram nos bastidores, que também os viu trabalhar juntos para afastar Akira Tozawa e uma gangue de ninjas em motocicletas. The Street Profits e The Viking Raiders continuaram brigando depois até que caíram em uma lixeira. No Raw de 22 de junho, os Viking Raiders finalmente receberam sua luta pelo Campeonato de Duplas do Raw contra os Street Profits, onde foram derrotados. No episódio de 7 de setembro do Raw, The Hurt Business derrotou Apollo Crews, Ricochet e os Raiders em uma luta de oito homens, com Alexander fazendo a contagem sobre Ricochet, com a luta sendo forçada a um final abrupto devido a Ivar sofrer uma lesão cervical legítima durante a partida. Em 14 de setembro, Ivar passou por uma cirurgia bem-sucedida para reparar uma lesão no pescoço, deixando-o fora de ação e colocando a equipe em hiato.
Após uma ausência de sete meses, os Viking Raiders retornaram no Raw de 12 de abril de 2021, derrotando Cedric Alexander e Shelton Benjamin. No episódio de 7 de junho do Raw, os Viking Raiders venceriam uma batalha real para determinar os desafiantes nº 1 pelo Campeonato de Duplas do Raw. Seria anunciado que os Viking Raiders enfrentariam os campeões de duplas do Raw, AJ Styles e Omos no Money In The Bank. No evento, os Viking Raiders não conseguiram conquistar os títulos.

#### SmackDown (2021–2023)
Como parte do Draft de 2021, os Viking Raiders foram transferidos para o programa SmackDown.

## Campeonatos e conquistas
- Brew City Wrestling

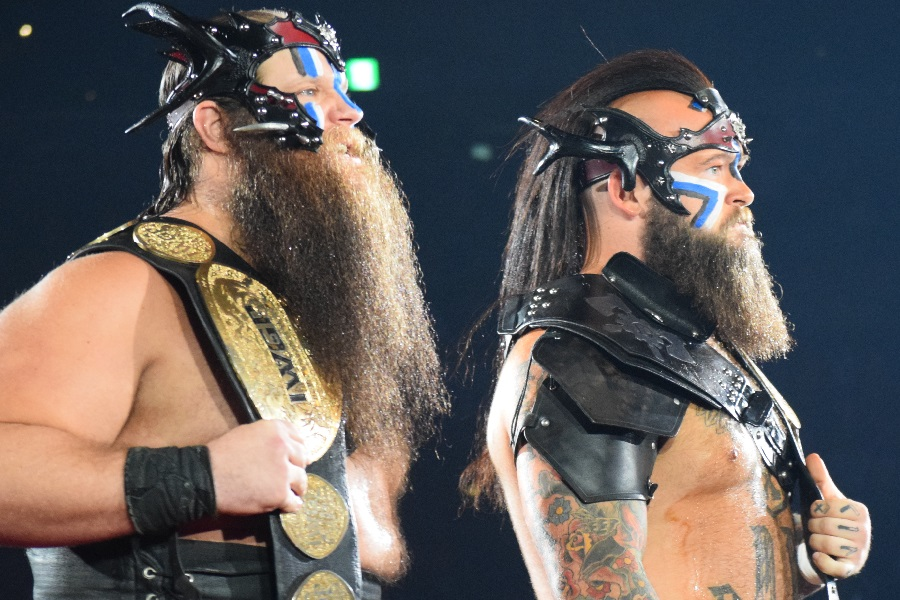
Hanson e Raymond Rowe como campeões de duplas IWGP.

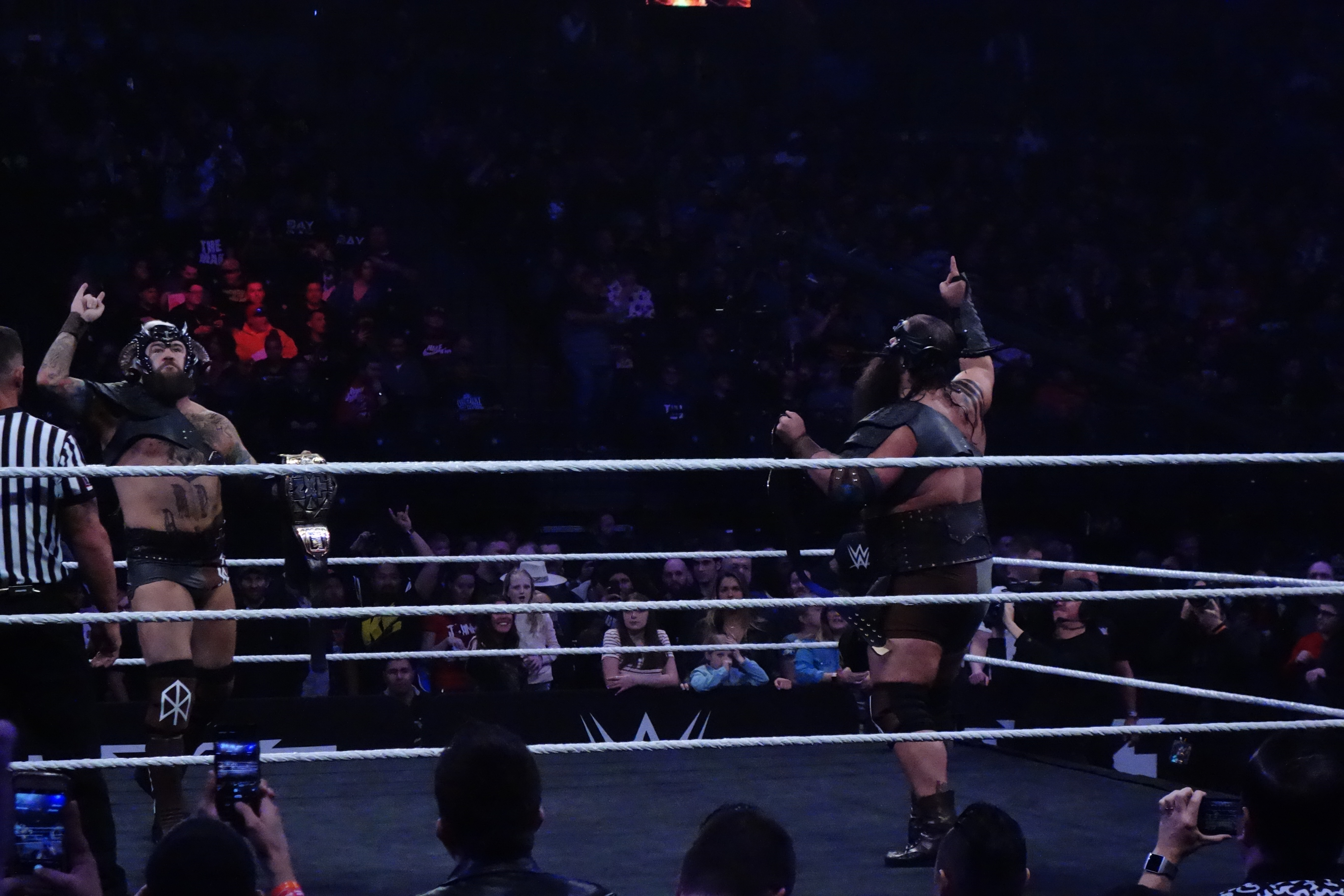
War Raiders como campeões de duplas do NXT.

  - Campeonato de Duplas da BCW (1 vez)
- New Japan Pro Wrestling
  - Campeonato de Duplas da IWGP (2 vezes)[36][37]
- Pro Wrestling Illustrated
  - PWI classificou Hanson em #108 dos 500 melhores lutadores individuais na PWI 500 em 2016[38]
  - PWI classificou Rowe em #97 dos 500 melhores lutadores individuais na PWI 500 em 2016[39]
- Ring of Honor
  - Campeonato Mundial de Duplas da ROH (1 vez)[40]
- VIP Wrestling
  - Campeonato de Duplas da VIP (1 vez)[41]
- What Culture Pro Wrestling
  - Campeonato de Duplas da WCPW (1 vez)[42]
- WWE
  - Campeonato de Duplas do NXT (1 vez)[43]
  - Campeonato Mundial de Duplas (2 vezes, atuais)[44]